# 共和國宮 (聖馬利諾)

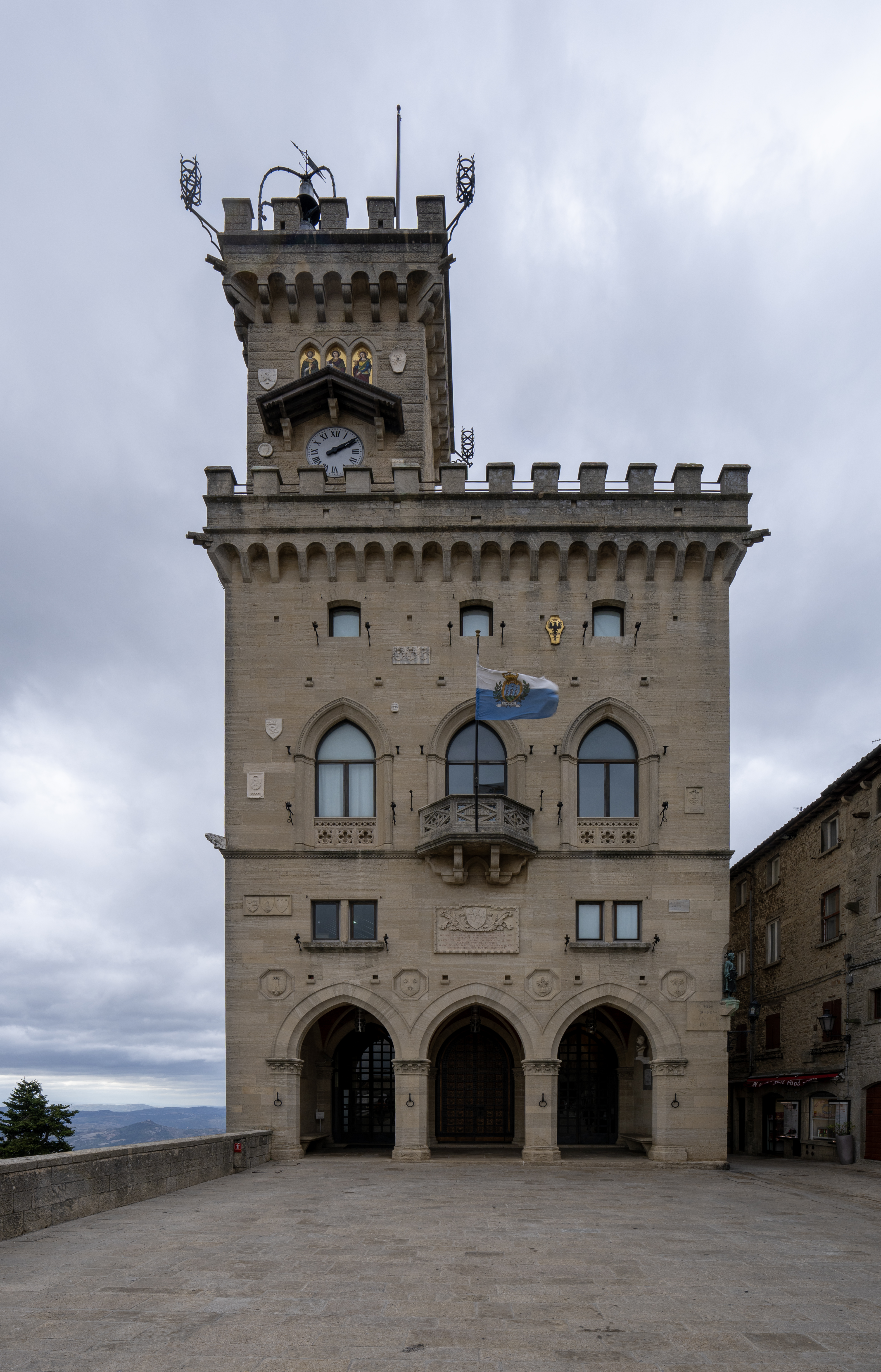
共和國宮

共和國宮（義大利語：Palazzo Pubblico）是位於聖馬利諾共和國聖馬利諾城的一座建築，也是聖馬利諾大議會等政府機構的所在地。建築整體設計類似佛羅倫斯的舊宮 (佛羅倫薩)，但比其規模略小。舊宮修建於1884年至1894期間，在1996年9月30日完成翻修。